# معركة زفنسكسوند

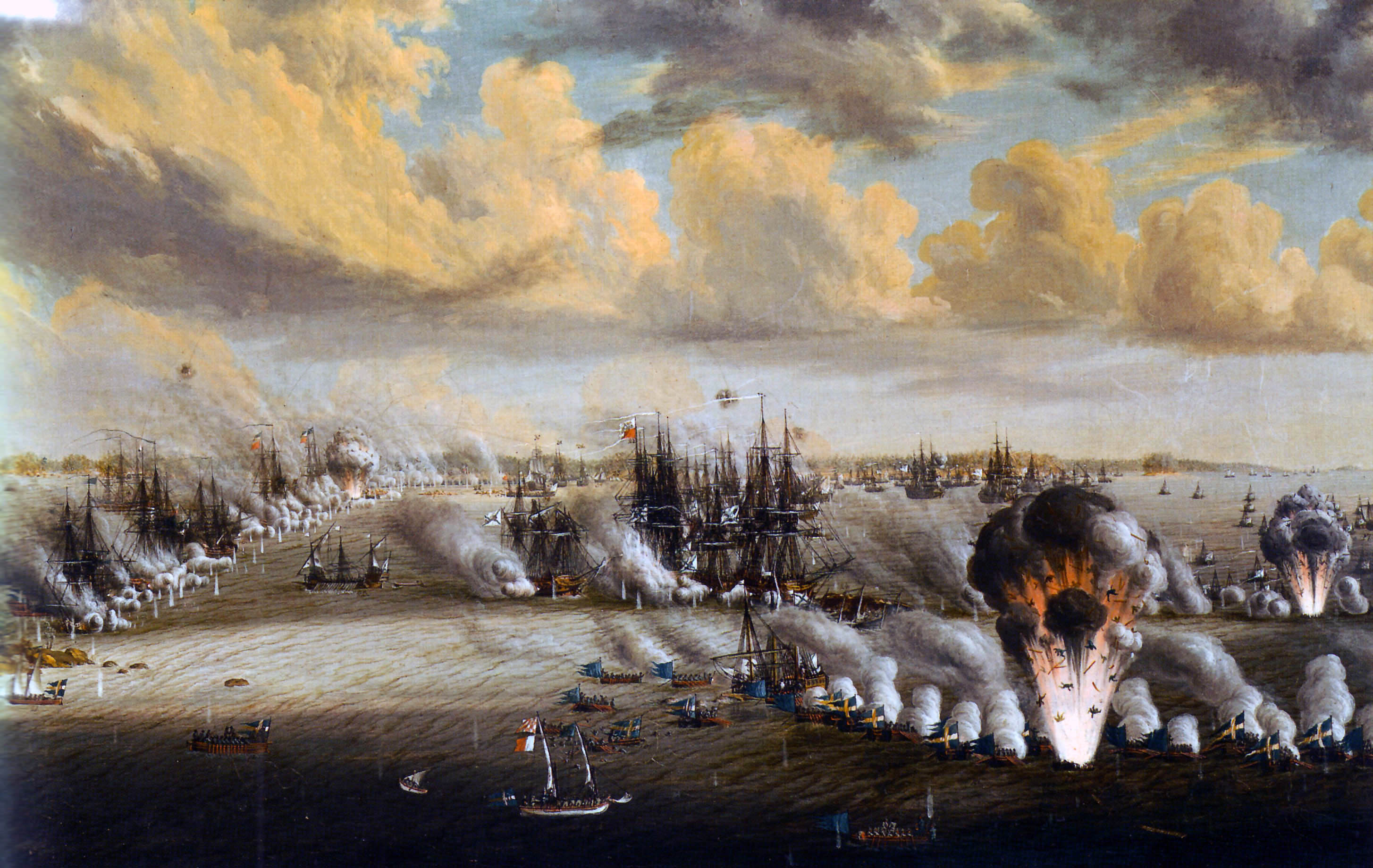

 معركة زفنسكسوند (بالسويدية : Slaget vid Svensksund ؛ بالفنلندية : Ruotsinsalmi) معركة بحرية جرت في خليج فنلندا خارج ما تعرف اليوم بمدينة كوتكا في 9-10 يوليو 1790. ألحقت القوات البحرية السويدية بالأسطول الروسي هزيمة مدمرة أسفرت عن وضع حد للحرب الروسية السويدية من 1788 -90.